# 2千纪
2千纪，或称第2个千年，是指从1001年1月1日至2000年12月31日的1000年，包括了中世紀中期（High Middle Ages）、文艺复兴、早近代（Early Modern Age）、殖民主义时代、工业化时代、民族国家和民主的兴起，殖民主義的衰落，兩次世界大戰及現代時期，并于20世纪伴随着科学的影响、教育的推广、医疗和疫苗的普及达到鼎盛而结束。
中世纪指的是罗马帝国被倾覆的黑暗時期到文艺复兴之前的这段时间，这个时期孕育发展了封建社会。
尽管近几个世纪来，战争的规模空前巨大，十字軍東征、匈人的再崛起、突厥人與蒙古人的入侵、各場近代歐洲戰爭、两次世界大战、乃至於高科技武器如原子弹等纷纷投入使用。但令人欣慰的有由全世界有志之政治人物的共同維護與發展、告诫暴力的宗教活动，再加上跨国界治疗伤病的医生和医护人员，以及象征和平与友谊的现代奥林匹克运动会，進一步展現各國的民族國力。
新的技术不断从各国政府、個人、企業、学术机构進一步研发。活字、收音机、电视，以及全球因特网的发展，使信息得以在分秒之间，以声音、图像以及印刷品等形式，来教育、娱乐及警示万千人类。
中國歷史自本千紀初的北宋以及周邊的遼、西夏、歷經南宋（周邊的金、西夏和蒙古）、元、明、清各朝代交替，直至本千紀最後推翻前清帝制、建立亞洲第一個共和國中華民國。1949年，中國共產黨建立中華人民共和國政權，中華民國遷往台北，自此中華人民共和國與中華民國兩地區政府形成兩岸分治之局面，直至今日。
从16世纪开始，亚洲、欧洲、非洲等许多人开始迁往新世界，开始了日益进展的全球化进程。全球貿易產生許多集團等跨国公司的产生，同时在多个国家拥有办公室，甚至武裝力量。
世界人口在这千年的头七个世纪中增加了一倍，从公元1000年的2.888亿人增加到公元1100年的3.105亿，公元1200年的4.04亿，公元1300年的3.968亿，公元1400年的3.62亿，公元1500年的4.757亿，公元1600年的6亿人；在最后4个世纪中，世界人口增加了10倍，在公元2000年时已超过60亿。

## 事件
- 塞尔柱帝国占领中亚河中地区，波斯，美索不达米亚，小亚细亚和叙利亚，阿联酋，阿曼和也门
- 欧洲十字军东征。
- 加兹尼王国国王率先称之蘇丹,并大规模入侵印度，开始了北印度的伊斯兰化进程。
- 古尔王朝建立并大规模入侵印度。衍生出了德里苏丹国
- 蒙古西征
- 大蒙古帝国占领亚洲和东欧。
- 黑死病
- 欧洲文艺复兴
- 基督教改革运动
- 农业革命和工业革命
- 民族主义的兴起民族国家的建立。
- 欧洲人发现美洲和澳洲，并開始殖民。
- 欧洲人殖民非洲和亚洲和当地人的反殖民运动。
- 滯北美歐洲人（自稱為新英格蘭人）和滯南美歐洲人（自稱為拉丁美洲人）開始反抗歐洲殖民政府，並開始取代歐洲人執行壓榨（真正的）美洲人的大業。
- 海地人最早廢止了奴隸制度。
- 啟蒙時代
- 工业革命
- 法国大革命
- 中国辛亥革命
- 俄国十月革命及苏联成立
- 孙文成立亚洲第一个民主共和国——中华民国
- 中国共产党在中国大陆成立社会主义国家——中华人民共和国
- 人口爆炸
- 现代主义
- 世界级的战争
  - 蒙古军征战
  - 西班牙王位继承战争
  - 七年战争
  - 法国大革命战争
  - 拿破仑战争
  - 第一次世界大战
  - 第二次世界大战
- 冷战，即资本主义和共产主义的意识形态之争。
  - 國共內戰
  - 韓戰
  - 柏林危機
  - 越戰
  - 东欧剧变
- 苏联解体，美国成为世界上唯一的超级大国。

## 发明、发现和传入
- 印刷术
- 火药
- 化學工業
- 蒸汽机
- 经典力学
- 发现科学方法
- 进化论
- 遗传学的發展和脱氧核糖核酸的發現
- 微积分学
- 航空器
- 核反应的发现及核能的利用
- 晶体管、电子学和電力工業
- 太空探索，阿波罗登月
- 内燃机
- 资本主义和共產主义
- 抗生素和疫苗
- 小男孩原子彈、胖子原子彈
- 数控机床
- 计算机和因特网
- 量子物理学、相对论